# نوى عصب ثلاثي التوائم
نوى عصب ثلاثي التوائم الحسية هي الأكبر ضمن نوى الأعصاب القحفية وتمتد خلال الدماغ المتوسط والجسر والنخاع المستطيل وأعلى الحبل الشوكي في العنق.
النواة مقسمة إلى 3 أقسام من الأمام إلى الخلف (عند الحيوانات) أو من الأعلى إلى الأسفل (عند الإنسان):
- نواة الدماغ المتوسط
- نواة الإحساس الرئيسية
- النواة الشوكية، وهذه بدورها مقسمة إلى ثلاثة أقسام وهي الفموية والوسطية والذنبية.

كما توجد هنالك نواة حركية متميزة وهي وسطية بالنسبة لنواة الإحساس الرئيسية.

## معرض صور

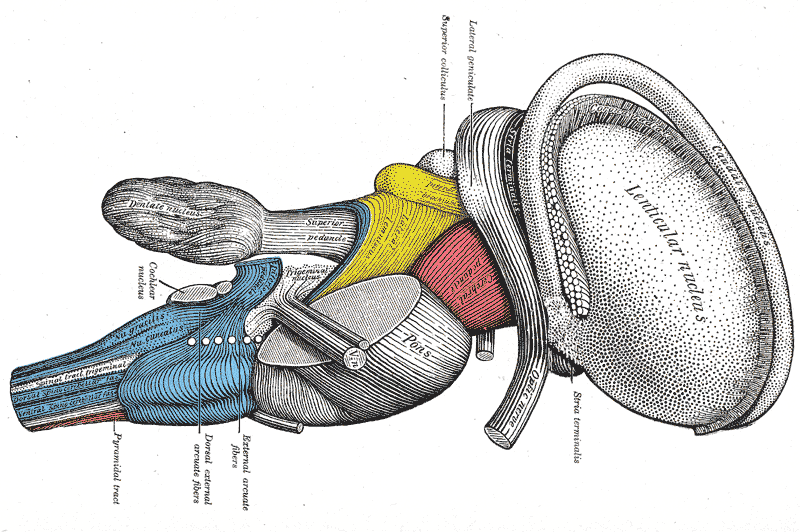
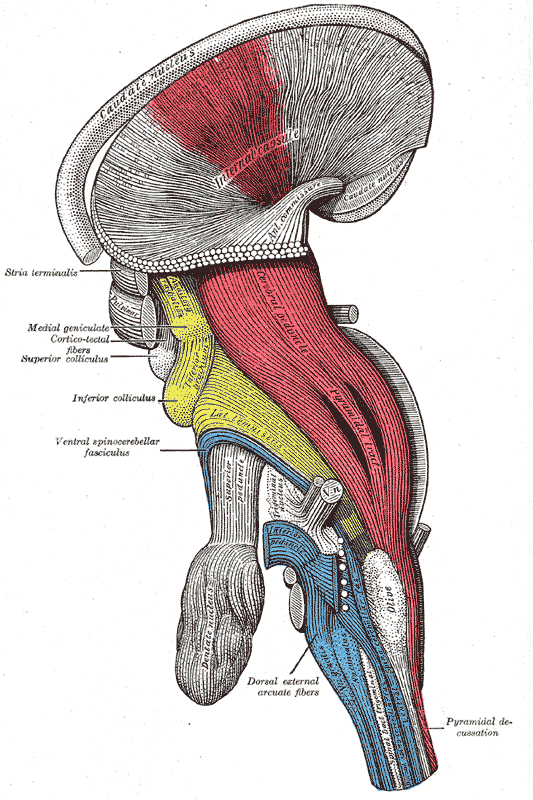
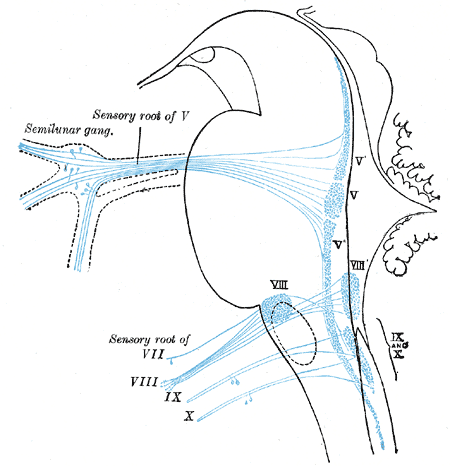
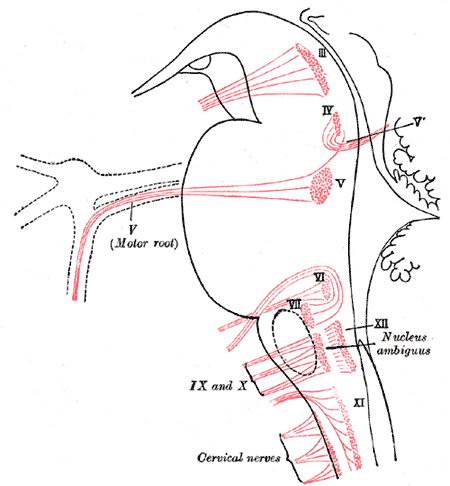